# 胡佩蓮
胡佩蓮（英語：Candice Hu，6月7日—），又名胡珮璉，出生於台灣，台灣女演員、主持人，1984年飾演台視八點檔連續劇《人之初》女主角而成名。現今偶爾會參與戲劇演出。

## 電視劇
| 年份   | 首播頻道             | 劇名                     | 飾演     |
| 1984年 | 台視                 | 《人之初》               | 羅美如   |
| 1984年 | 台視                 | 《星星的故鄉》           | 艾笛     |
| 1984年 | 台視                 | 《苦心蓮》               | 徐婷婷   |
| 1990年 | 台視                 | 人間劇場《女人與女人》   | 林詩怡   |
| 1991年 | 中視                 | 《望夫崖》               | 楚天藍   |
| 1991年 | 中視                 | 《長官好》               | 丁淑靜   |
| 1991年 | 中視                 | 《男人活該》             | 任曉怡   |
| 1992年 | 中視                 | 《軍官與淑女》           | 丁淑靜   |
| 1992年 | 公視製播組           | 《現代婦女劇場》         |          |
| 1993年 | 台視                 | 《英雄世家》             | 余如意   |
| 1994年 | 中視、新加坡電視機構 | 《天師鍾馗》楊貴妃       | 鍾小蝶   |
| 1994年 | 中視                 | 《妙善觀世音》           | 妙善     |
| 1995年 | 華視                 | 《兄弟有緣Ⅱ》            | 梁藝珍   |
| 1996年 | 華視                 | 《台灣靈異事件》暗夜哭聲 | 陳安妮   |
| 1997年 | 華視                 | 《施公奇案》花轎奇緣     | 格格     |
| 1997年 | 華視                 | 《施公奇案》變臉         | 竇敏     |
| 1997年 | 華視                 | 《施公奇案》水中仙       | 陸如霜   |
| 1997年 | 中視                 | 《台獨份子》             | 羅娟     |
| 1998年 | 中視                 | 《此情可問天》           | 莊靈芝   |
| 1998年 | 中視                 | 《千金媳婦萬金孫》       | 玉華     |
| 2000年 | 中視                 | 《新一剪梅》             | 蘇雯音   |
| 2001年 | 台視                 | 《天下第一狀》           | 孟慧娘   |
| 2002年 | 華視                 | 《少年卡布奇諾》         | 胡黎晶   |
| 2005年 | 大愛                 | 《好願年哖》             |          |
| 2009年 | 大愛                 | 《真情伴星月》           | 葉立婉   |
| 2011年 | 大愛                 | 《無悔的愛》             | 劉母     |
| 2012年 | 三立都會             | 《我租了一個情人》       | 趙美麗   |
| 2013年 | 三立都會             | 《幸福選擇題》           | 潘靜     |
| 2014年 | 三立都會             | 《喜歡·一個人》          | 卓婉如   |
| 2014年 | 大愛                 | 《我們這一家》           | 楊周朱枝 |
| 2015年 | 大愛                 | 《三寶要回家》           | 中將夫人 |
| 2015年 | 三立都會             | 《聽見幸福》             | 楊宜敏   |
| 2015年 | 華視                 | 《空白轉機》             | 張曉非   |
| 2015年 | 三立都會             | 《料理高校生》           | 許蔓芬   |
| 2016年 | 三立都會             | 《我的極品男友》         | 許毓芳   |
| 2017年 | 三立都會             | 《極品絕配》             | 邱淑鳳   |
| 2018年 | 大愛                 | 《曾經 我們一起12歲》    | 林玫伶   |
| 2019年 | 台視                 | 《你有念大學嗎？》       | 卓瑛瑛   |
| 2020年 | 公視台語、華視       | 《若是一個人》           | 余佳珍   |
| 2022年 | 衛視中文台           | 《我和我的鋼四壁》       | 洪淑芬   |

## 主持
- 華視《金曲龍虎榜》、《歡樂龍虎榜》
- 三立2台《超級歌友會》
- 博新1台《電影介紹》
- 好萊塢電影台《超猛娛樂通》
- 公視《歡喜鬥陣行》
- 快樂聯播網《快樂麻辣鍋》
- 中國廣播公司廣播劇《多情累美人》
- 臺北之音《愛你13點》

## 書籍
- 《哈拉英語珮璉SHOW》，青新出版，2000年，ISBN 978-9578220102

## 獎項紀錄
| 年份   | 頒獎典禮      | 獎項       | 作品            | 角色   | 結果 |
| ------ | ------------- | ---------- | --------------- | ------ | ---- |
| 2014年 | 第3屆華劇大賞 | 最佳婆媽獎 | 《喜歡.一個人》 | 卓婉如 | 獲獎 |

## 外部連結
- 胡佩蓮的Facebook專頁